# Conflito na Macedônia de 2001
A Insurgência de 2001 na Macedônia foi um conflito armado que começou quando o grupo insurgente étnico Albanês do Exército de Libertação Nacional (em inglês: National Liberation Army; NLA), formado por veteranos da Guerra do Kosovo e da Insurgência no Vale de Preševo, atacou as forças de segurança macedônias no final de janeiro de 2001, e terminou com o Acordo de Ocrida, assinado em 13 de agosto desse mesmo ano. Houve também alegações de que o NLA desejava, em última análise, que as áreas de maioria albanesa se separassem do país, embora membros de alto escalão do grupo tenham negado isso. O conflito durou a maior parte do ano, embora o número total de vítimas tenha permanecido limitado a várias dezenas de indivíduos de cada lado, segundo fontes de ambos os lados do conflito. Com ele, as Guerras Iugoslavas atingiram a República da Macedônia, que alcançou a independência pacífica da Iugoslávia em 1991.

## Antecedentes
Quando declarou a sua independência da Iugoslávia, em 8 de Setembro de 1991, a Macedônia foi a única ex-república iugoslava que conseguiu separar-se da federação de forma não violenta. Por causa disso, a Macedônia foi considerada um dos pontos positivos da antiga Iugoslávia.
Embora a Macedónia se tenha separado da Iugoslávia como uma das suas regiões mais pobres, as intervenções socioeconômicas empreendidas pelos consecutivos governos democraticamente eleitos conseguiram melhorar o quadro econômico do país. De acordo com o International Crisis Group, houve um crescimento de quase 3% em 1999. A segunda metade de 2000 também registou um crescimento constante, conduzindo a um aumento de 5% do PIB no ano. Em janeiro de 2001, o governo projetou um excedente orçamental pelo segundo ano consecutivo. Em 2000, a classe média emergente do país começou a comprar carros novos, a ampliar apartamentos e a planear férias de verão no estrangeiro.
Embora a maioria étnica macedônia e a maior minoria, os albaneses étnicos, tivessem coexistido de forma desconfortável tanto antes como depois de o país ter declarado a independência em 1991, as suas relações tinham sido geralmente pacíficas. Todos os sucessivos governos macedónios incluíram partidos albaneses como parceiros de coligação e vários problemas foram resolvidos através do diálogo político. O clima era mais ou menos otimista até o início de 2001. A principal causa dos incidentes, porém, foi a repressão por parte dos governos macedónios sobre a utilização da língua albanesa na Macedônia e a proibição da utilização da bandeira albanesa em instituições públicas. Em 1997, o Tribunal Constitucional restringiu o uso da bandeira albanesa em instituições públicas aos feriados nacionais depois de os presidentes da Câmara de Tetovo e Gostivar hastearem ilegalmente a bandeira albanesa e turca nas câmaras municipais de Gostivar e Tetovo. A retirada das bandeiras gerou protestos.
O Exército Macedônio foi formado em 1992 com a retirada do Exército Popular Iugoslavo sob o acordo de que levaria consigo todo o seu equipamento, desnudando as instalações e minerando-as para demolição. e encanamento. De acordo com jornais de Belgrado, o exército removeu equipamento no valor de US$ 14 bilhões e US$ 20 bilhões  que poderia equipar um exército de 30.000. Isso deixou a Macedônia gravemente enfraquecida e forçou a Macedônia a depender de veículos excedentes doados e armamento desatualizado. O T-34/85 da Segunda Guerra Mundial foi o principal tanque de guerra do Exército Macedônio até a doação búlgara de 100 obuseiros M−30 e 94 T- 55 tanques em 1999.
Em 2001, a Ucrânia era o único fornecedor de armas militares à Macedônia com base num acordo de cooperação militar bilateral iniciado em 1999. Autoridades ocidentais protestaram veementemente contra os envios de armas ucranianas para a Macedônia, Kiev foi visitada pelo secretário-geral da UE, Javier Solana, e pela conselheira de segurança nacional dos EUA, Condoleezza Rice, para pressionar o governo ucraniano a suspender o fornecimento de armas à Macedônia, o governo ucraniano concordou em suspender todas as vendas militares para a Macedônia em julho.

### Exigências albanesas na Macedônia
De acordo com o censo de 1994, havia 442.914 albaneses na República da Macedônia, representando cerca de 22,9% da população total do país (1.936.877). Isso os tornou a maior minoria étnica ao lado da população majoritária da Macedônia de 1.288.330 (66,5%). Em 2001, os albaneses da Macedónia viviam principalmente em povoações compactas na parte ocidental da Macedónia, perto da fronteira internacional com a Albânia. Eles também viviam na parte noroeste da Macedônia, em direção à fronteira com a província iugoslava da Sérvia e o então Kosovo administrado pela ONU, bem como na capital macedônia, Skopje, e na cidade de Kumanovo. Eles também compreendiam a maioria da população nas cidades macedônias de Tetovo, Gostivar e Debar.
Desde a independência, a República da Macedônia tentava concentrar-se nos seus assuntos internos. A promoção da democracia e das relações interétnicas harmonizadas foi definida como o principal objectivo do novo Estado. Desde as primeiras eleições democráticas em 1991, os albaneses da Macedónia aproveitaram todas as oportunidades constitucionais e políticas para desempenhar um papel político significativo no país. Havia vários partidos políticos albaneses, cujo comportamento e retórica (tal como no caso dos partidos do bloco político macedónio) dependiam de pertencerem ou não à coligação governamental. Apesar destas flutuações políticas, os partidos albaneses foram incluídos como parceiros de coligação em todos os governos macedônios pós-comunistas.
Segundo o político albanês Arben Xhaferi, houve discriminação sistémica contra os albaneses na Macedónia. A bandeira albanesa foi proibida de exibição pública. A língua albanesa era ensinada em algumas escolas, mas não podia ser usada na correspondência oficial. O Departamento de Estado dos Estados Unidos informou que as seguintes formas de discriminação contra os albaneses étnicos continuaram a existir na Macedónia: acesso limitado aos meios de comunicação e à educação em língua albanesa; fraca representação nos empregos do sector público; fraca representação no corpo policial; fraca representação no corpo de oficiais militares; negação de cidadania a muitos residentes de longa data de etnia albanesa na Macedônia, bem como discriminação no processo de pedidos de cidadania; e sorteio injusto de distritos eleitorais que dilui o seu poder de voto. Por estas razões e muitas outras, os albaneses na Macedônia começaram a exigir maiores direitos políticos. Estas incluíram fazer alterações à constituição para declarar os albaneses como segunda nação titular do país, reconhecer o albanês como segunda língua oficial e fornecer apoio estatal à universidade clandestina de língua albanesa em Tetovo. Os albaneses também afirmaram representar 30% e até 40% da população do país, e não os 22,9% registados no censo oficial de Junho de 1994.
Em 1994, alguns políticos albaneses na Macedónia defenderam direitos políticos colectivos mais amplos. Em 1994, uma manifestação proeminente destas exigências foi a declaração de uma república autónoma chamada "República da Ilirida" na parte ocidental da Macedônia. Outras questões prementes foram a tentativa de criação de uma universidade de língua albanesa em Tetovo (1995), declarada ilegal pelas autoridades macedónias, bem como o hasteamento anticonstitucional da bandeira albanesa em frente às assembleias municipais em Gostivar e Tetovo em 1997. Os macedónios consideraram estes dois eventos como passos para a criação de "autoridades paralelas" dos albaneses na Macedônia.

### Macedônia e a crise do Kosovo

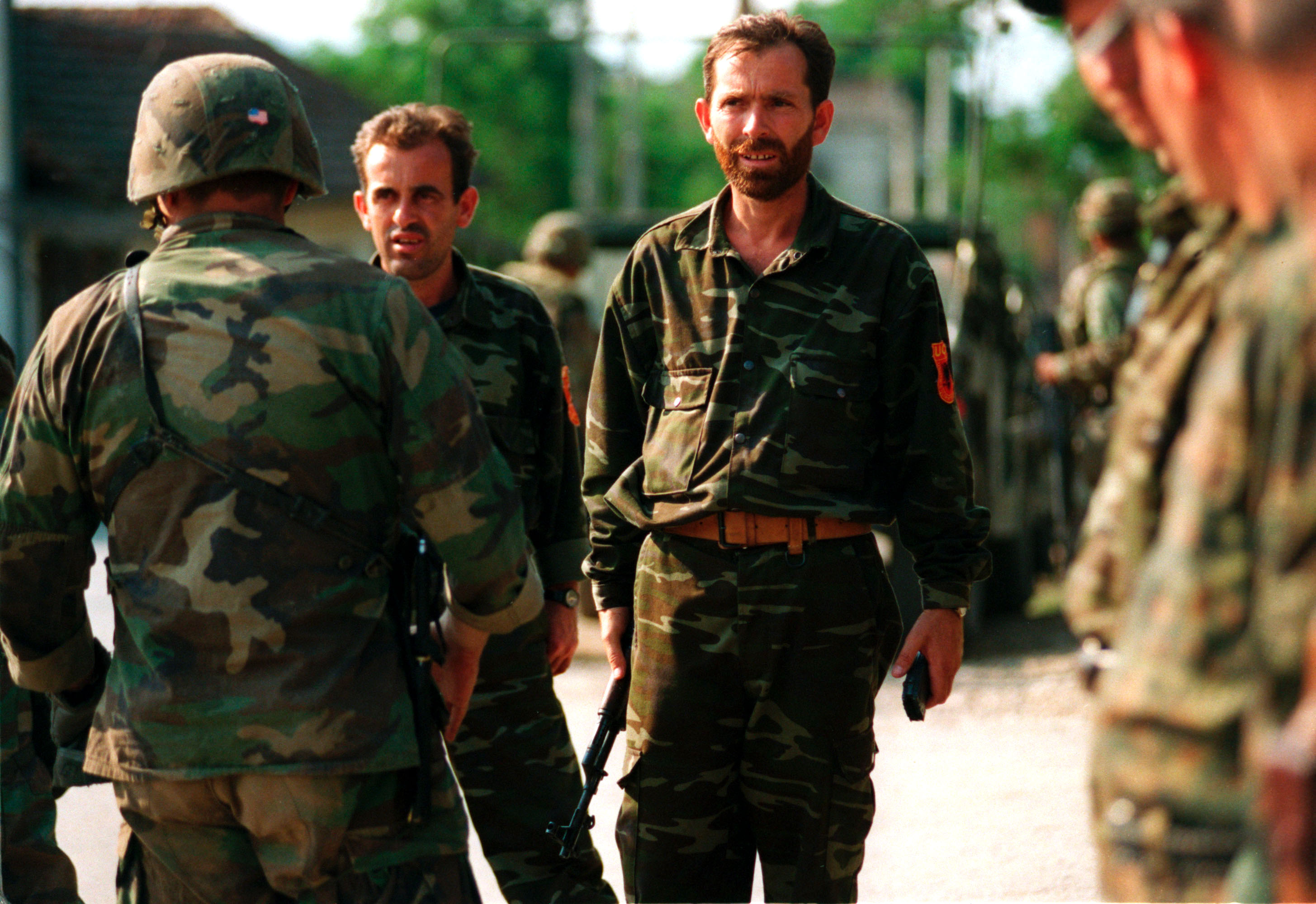
Insurgentes albaneses doExército de Libertação do Kosovo entregam suas armas aos fuzileiros navais dos EUA da 26ª Unidade Expedicionária de Fuzileiros Navais em Kosovo, junho de 1999.

Durante o conflito no Kosovo em 1999, a Macedônia abriu as suas fronteiras a milhares de refugiados albaneses do Kosovo que fugiam para o país. De acordo com dados divulgados pelo Alto Comissariado das Nações Unidas para os Refugiados (ACNUR), em 17 de maio havia 229.300 refugiados albaneses do Kosovo na Macedônia. O número de refugiados albaneses na Macedônia naquela fase era superior a 11% da população do país. De acordo com o Comitê dos EUA para os Refugiados, cerca de 360.000 refugiados albaneses do Kosovo foram repatriados no segundo semestre de 1999.
A capacidade da Macedônia para receber refugiados era limitada, porque o planeamento de contingência presumia apenas 20.000 refugiados. Apesar de todas as dificuldades, a Macedônia aceitou refugiados de acordo com os padrões internacionais até ao final da guerra.
O fardo de ter de dar resposta às necessidades de 360 mil refugiados teve os seus efeitos na economia da Macedónia. Em vez de registar um crescimento modesto como projectado para 1999, a economia macedónia encolheu até 10% do PIB durante o resto de 1999. O comércio com a Iugoslávia, o principal parceiro comercial da Macedónia, entrou em colapso, fazendo com que a Macedónia perdesse um dos seus mais importantes mercados de exportação e uma fonte vital de matérias-primas. Consequentemente, várias fábricas tiveram de encerrar, aumentando o já elevado desemprego. Ao mesmo tempo, a principal rota de trânsito das exportações macedónias para a maior parte da Europa foi fechada, aumentando os custos das exportações. Os cofres do Estado, quase vazios antes da eclosão da crise, estavam agora praticamente esgotados.
Os macedónios estavam preocupados com o impacto que mais de 360 mil refugiados albaneses poderiam ter na mistura étnica da Macedónia. Temiam que a presença dos refugiados pudesse perturbar o equilíbrio demográfico da República. Os macedónios estavam preocupados com os possíveis efeitos destrutivos que poderiam resultar da mais recente fase do conflito do Kosovo e também temiam que tivessem mais a perder. Como afirmou um jornalista do Chicago Tribune em Março de 1999: "As pessoas temem que depois do Kosovo venha a Macedônia."
Ao mesmo tempo, os insurgentes do Exército de Libertação do Kosovo começaram a cruzar a fronteira e a entrincheirar-se nos municípios da República povoados por albaneses. As autoridades macedónias interceptaram e apreenderam frequentemente entregas de armas a caminho do Kosovo.

## Ataque inicial do Exército de Libertação Nacional
No prelúdio do conflito, no final de 2000, grupos de albaneses armados começaram a abrir fogo contra a polícia e as forças de segurança macedônias localizadas na fronteira com a Iugoslávia. Estes acontecimentos pareceram apanhar de surpresa o governo macedônio e a comunidade internacional. Os primeiros ataques ocorreram na pequena aldeia de Tanuševci, localizada no norte da Macedónia, perto da fronteira com o Kosovo.

O conflito começou em 22 de janeiro de 2001, quando um grupo de albaneses armados atacou a delegacia de polícia da aldeia Tearce, perto de Tetovo, matando um policial e ferindo outros três. Arben Xhaferi, líder do Partido Democrático dos Albaneses, que fazia parte do governo macedônio, criticou o ataque contra a delegacia de polícia e disse o seguinte:
O incidente de Tetovo faz parte de uma ação orquestrada contra o governo e de uma tentativa muito grosseira de o derrubar. Independentemente de quem esteja por trás disso, como partido político condenamos profundamente este ato. Este é um ato profundamente anti-macedônio, mas também um ato contra os interesses dos albaneses na Macedônia.
No mesmo mês, um grupo autodenominado Exército de Libertação Nacional (NLA) assumiu a responsabilidade pelos ataques contra a polícia. Os relatórios iniciais forneceram informações conflitantes sobre o NLA. O presidente macedônio, Boris Trajkovski, afirmou que os rebeldes eram principalmente membros do Exército de Libertação do Kosovo (UÇK) que se tinham infiltrado no país a partir do Kosovo. Autoridades macedônias acusaram a OTAN de não fazer o suficiente para desarmar os insurgentes albaneses, desencorajando o seu acampamento na zona tampão (Zona de Segurança Terrestre) entre o Kosovo e a Sérvia, ou impedindo a sua entrada na Macedónia. O NLA afirmou que a força rebelde era composta por vários milhares de homens, vindos principalmente da Macedónia.
Após um mês de confrontos, no final de Fevereiro, as unidades especiais da polícia macedónia neutralizaram as posições do NLA em Tearce e Tanuševci, conduzindo-os temporariamente através da fronteira para o Kosovo.

### Vigilância da OTAN na fronteira do Kosovo

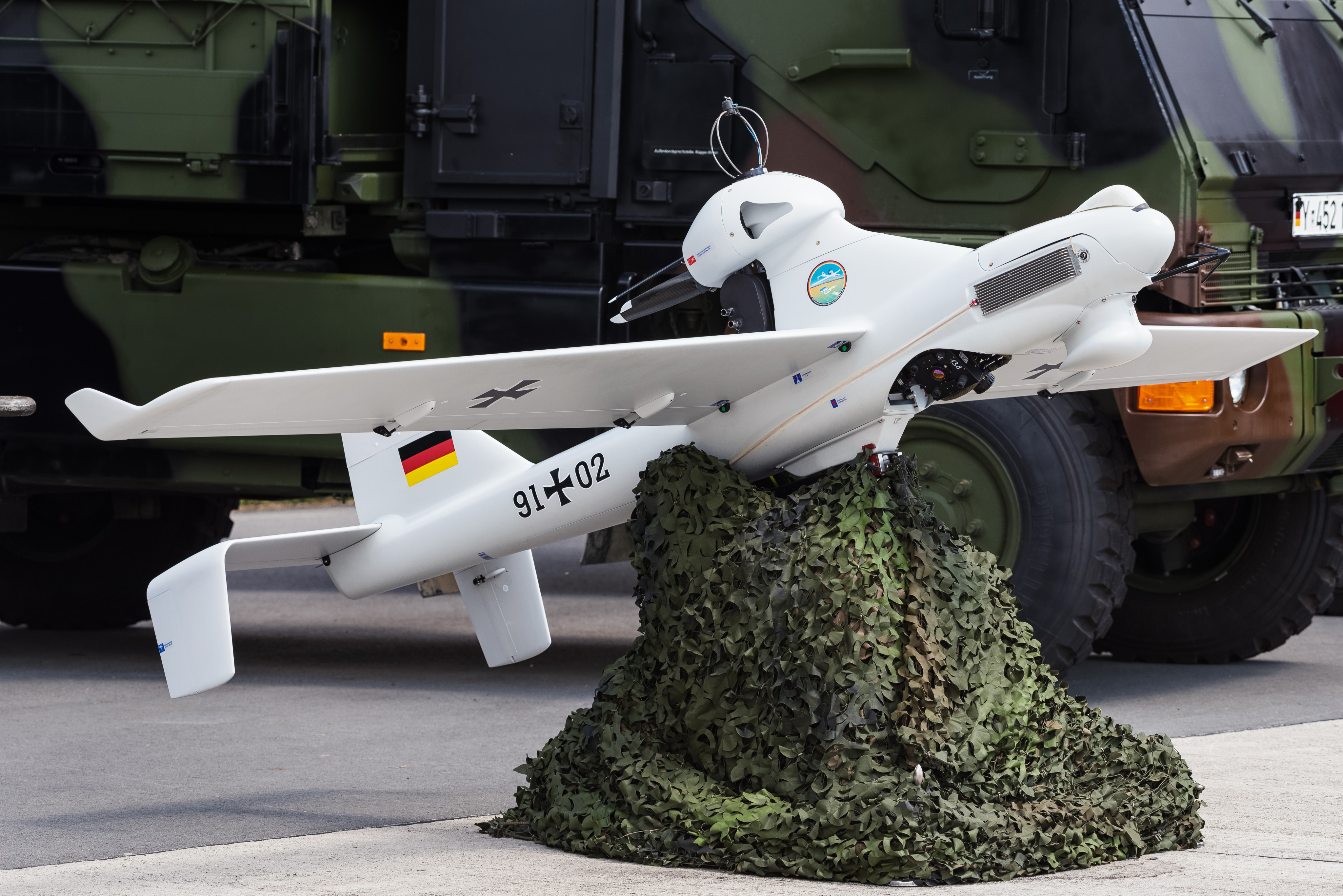
Drone alemão Luna X-2000

Em Março de 2001, as forças da OTAN destacadas no Kosovo e em torno dele começaram a interditar os fornecimentos rebeldes provenientes de áreas sob o controlo da KFOR, com a vigilância efetuada por drones. Os Predators da USAF do 11º Esquadrão de Reconhecimento foram transferidos para o aeroporto de Skopje e posteriormente substituídos pela Task Force Hunter, uma unidade de drones composta por aeronaves não tripuladas IAI RQ-5 Hunter. Uma missão combinada terrestre e aérea foi atribuída às tropas alemãs ao longo do seu setor da fronteira entre a Macedônia e o Kosovo. Dada a natureza montanhosa do terreno, existiam muitos pontos mortos para o observador no terreno. Para superar esta desvantagem, os militares alemães integraram o radar de vigilância RATAC montado em veículos blindados e o UAV Luna X-2000. O Luna X-2000 realizou um total de 175 surtidas e vários supostos rebeldes foram presos. As forças do Exército dos EUA dos 2/502º e 3/502º Regimentos de Infantaria da 101ª Divisão Aerotransportada (Assalto Aéreo) controlavam grande parte da fronteira. Esquadrões de infantaria patrulhavam as montanhas 24 horas por dia, 7 dias por semana, realizando observação e interdição clandestinas. Pelotões de morteiros forneceram suporte de iluminação para observação noturna. Em Março, a KFOR e as forças macedónias lideraram uma operação conjunta contra os rebeldes albaneses na região fronteiriça entre a Macedónia e o Kosovo, que resultou na captura da aldeia Tanuševci. As Forças dos EUA coordenaram-se com as Forças da Macedônia para minimizar o tráfego e a atividade fronteiriça.

## Combates em Tetovo
Em meados de Março, as forças do NLA reapareceram nas colinas acima de Tetovo, uma importante cidade do noroeste da Macedónia, com uma maioria étnica albanesa. Os insurgentes dispararam contra posições macedónias usando espingardas, metralhadoras e morteiros. Nessa altura, o NLA controlava pelo menos sete aldeias a norte e a oeste de Tetovo, todas elas situadas no alto das montanhas e facilmente defensáveis.
Em 22 de Março de 2001, as tensões aumentaram ainda mais em Tetovo, quando dois homens albaneses, um pai e um filho, foram mortos a tiro durante uma busca de rotina num posto de controlo policial. O incidente começou quando o carro foi parado e o policial viu o homem enfiar a mão no bolso. Temendo que fosse uma granada, o policial entrou em pânico e fugiu. O homem saiu do carro, caiu de joelhos e jogou a granada no posto de controle policial, mas não explodiu. Um cordão de tropas macedônias, posicionado atrás de sacos de areia, disparou uma saraivada de tiros contra o albanês. A princípio ele caiu contra o carro, depois caiu no meio-fio, morto. Momentos depois, o pai também foi baleado ao tentar fugir do carro. Apesar das evidências fotográficas da granada, testemunhas entrevistadas posteriormente insistiram que pai e filho morreram com celulares nas mãos, alegando que a dupla foi vítima de vingança da polícia.
A posição estratégica das unidades do NLA deu-lhes uma visão geral da cidade. A linha de frente entre o NLA e as forças de segurança macedónias expandiu-se ao longo das colinas arborizadas adjacentes ao centro da cidade, a norte. No mesmo dia em que se abriu uma frente em Tetovo, o NLA assumiu o controlo da fortaleza medieval da cidade a norte do centro da cidade e começou a disparar contra a polícia estacionada nas áreas urbanas. Após o confronto inicial, a polícia macedónia expulsou o NLA de Tetovo e capturou a fortaleza medieval. O NLA foi empurrado de volta para as colinas circundantes, onde várias casas estariam em chamas. Autoridades médicas disseram que uma pessoa foi morta e pelo menos quatorze feridas, incluindo onze policiais.
O governo emitiu um ultimato pedindo ao Exército de Libertação Nacional que depusesse as armas e abandonasse o país, ou enfrentaria uma ofensiva em grande escala. O NLA rejeitou o ultimato, anunciou um cessar-fogo unilateral e apelou ao diálogo político. Em resposta, o Presidente Trajkovski afirmou que o governo tinha primeiro de "neutralizar a ameaça terrorista", mas concordou em iniciar um diálogo político com os partidos políticos albaneses legítimos na Macedónia.
O primeiro-ministro Ljubčo Georgievski declarou, num discurso televisivo à nação, que não negociaria com “terroristas”. Ele repreendeu os Estados Unidos e a Alemanha, cujas tropas patrulhavam a fronteira do lado Kosovar como parte do contingente da OTAN naquele país, por não fazerem o suficiente para deter os rebeldes. Georgievski acusou a OTAN de "criar um novo Talibã na Europa" e de permitir que extremistas albaneses operassem fora do Kosovo administrado pela ONU.

### Contraofensiva do governo

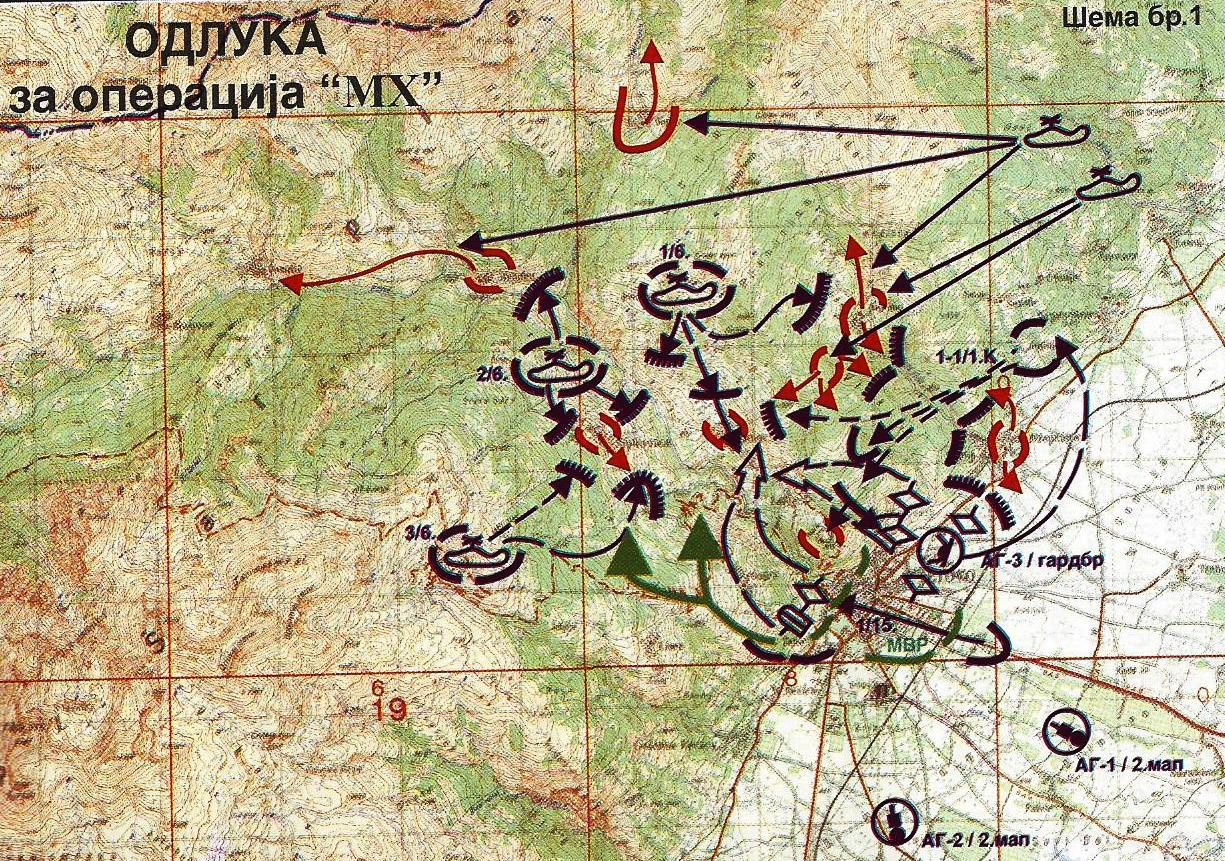
Plano para a ação militar МH-2 em Tetovo

Após cinco dias de ataques de guerrilha contra as forças governamentais dentro e ao redor de Tetovo, em 18 de Março de 2001, o governo macedónio ordenou uma mobilização geral de reservistas para executar um contra-ataque mais amplo contra as posições do Exército de Libertação Nacional nas colinas ao redor de Tetovo.
A ofensiva das forças de segurança macedónias foi lançada contra as posições do NLA nas encostas com vista para a cidade em 25 de Março de 2001. Enquanto encontravam resistência feroz dos rebeldes, mais de duzentos soldados, auxiliados por tanques e morteiros, avançaram cerca de um quilómetro colinas acima abrindo caminho em direção à aldeia de Gajre. No início da tarde, a aldeia de Gajre foi capturada pela polícia; eles entraram em Šipkovica, mas os insurgentes do NLA ofereceram uma resistência mais dura em Lavce.
As forças governamentais macedónias continuaram a deslocar-se cuidadosamente para o norte de Tetovo durante o segundo dia da ofensiva (26 de Março de 2001), consolidando o seu controlo sobre aldeias que tinham sido controladas pelos rebeldes albaneses durante quase duas semanas. Após o ataque da artilharia e da infantaria das forças de segurança macedónias, a maioria dos insurgentes do NLA abandonaram as suas posições mais a norte, nas montanhas que se estendiam em direcção ao Kosovo.
Em 28 de Março de 2001, dois dias depois de o NLA ter sido expulso da maior parte de Tetovo, as forças de segurança macedónias lançaram uma segunda ofensiva, desta vez destinada a expulsar os insurgentes dos seus redutos restantes que se estendiam desde o leste de Tetovo até à aldeia de Tanuševci. noroeste de Skopje. Durante a segunda ofensiva, as forças de segurança atacaram as posições do NLA perto das aldeias de Brest, Malino Malo, Gračani e Gošince, onde ocorreram confrontos no início de março, antes dos confrontos posteriores em torno de Tetovo. O governo disse que os guerrilheiros fugiram para noroeste em direção ao Kosovo, que "usaram como base de retaguarda".
Em 31 de Março de 2001, o governo macedónio anunciou o fim da sua ofensiva contra os grupos armados do NLA. O governo macedônio afirmou ter matado uma dúzia de guerrilheiros do NLA durante a ofensiva. Os rebeldes também alegaram ter matado pelo menos uma dúzia de policiais de fronteira macedônios, mas isso foi negado pelas autoridades de segurança. Funcionários do hospital em Tetovo disseram que trinta policiais e dez civis ficaram feridos. Um civil, um homem albanês, foi morto. Fontes do NLA, no entanto, confirmaram que durante a ofensiva do exército macedónio em Tetovo perderam sete homens armados.
A desalojamento do NLA das colinas acima de Tetovo levou a uma pausa de um mês no conflito.

### Escalação

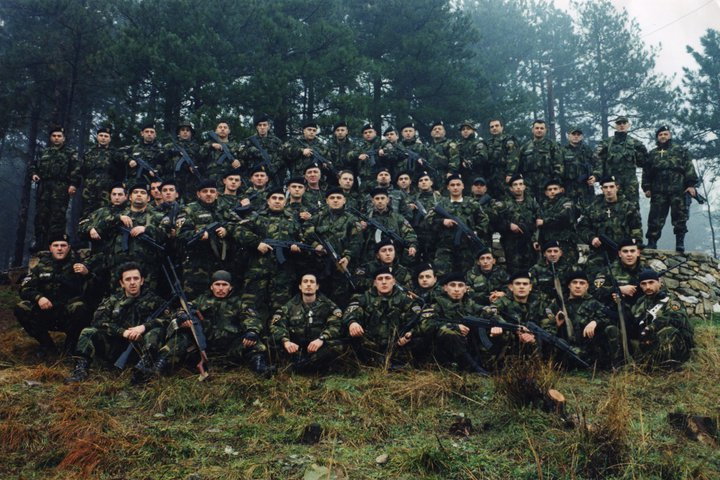
Um destacamento da Unidade Especial de Polícia da Macedônia para Intervenções Rápidas perto de Kumanovo, 2001

Durante o período de calma que durou um mês, resultado da ofensiva das forças de segurança macedónias, o governo lançou mesas redondas com partidos políticos macedónios e albaneses sobre reformas legislativas. No entanto, isso não acabou com a violência. Em 28 de abril de 2001, oito policiais macedônios foram mortos na emboscada de Vejce, em uma emboscada do NLA. Os relatórios concluíram que os agressores devem ter sido informados por rádio sobre a rota da viatura policial.
Fontes macedônias revelaram que a emboscada foi executada por Ismail Shinasi (também conhecido como Komandant Hoxha), Ceka Ilaz (também conhecido como Komandant Qori) e Ceka Bilal (também conhecido como Komandant Brada) – todos os três, e a maioria de seu povo, nasceram no Kosovo e eram membros veteranos. do Exército de Libertação do Kosovo. Ceka Bilal era membro da Agência de Inteligência do Kosovo e foi um dos principais organizadores do contrabando de armas no Kosovo.
Em referência ao ataque, o presidente macedónio, Boris Trajkovski, afirmou: "Estamos a combater terroristas, não rebeldes, e exercemos a máxima contenção ao enfrentá-los".
A morte dos oito soldados e policiais macedônios levou a tumultos em Skopje, Bitola e Veles, durante os quais macedônios étnicos atacaram empresas e lojas de propriedade albanesa. Pelo menos dez lojas albanesas na cidade de Bitola foram destruídas e dezenas de edifícios foram danificados.
Para reprimir os motins, o governo macedónio impôs um recolher obrigatório em Bitola, e o primeiro-ministro Georgievski anunciou que o seu gabinete considerava declarar o estado de guerra para ter maior flexibilidade na luta contra os insurgentes do NLA. De acordo com a Constituição macedónia, um estado de guerra daria poderes reforçados ao Presidente e ao exército e permitiria o governo presidencial por decreto, menos restrições ao exército, a proibição de manifestações, um recolher obrigatório a nível nacional e o selamento das fronteiras do país. Durante todo o conflito, no entanto, os Estados Unidos instaram a Macedónia a não declarar estado de guerra na sua luta contra o NLA.

## Combates perto de Kumanovo

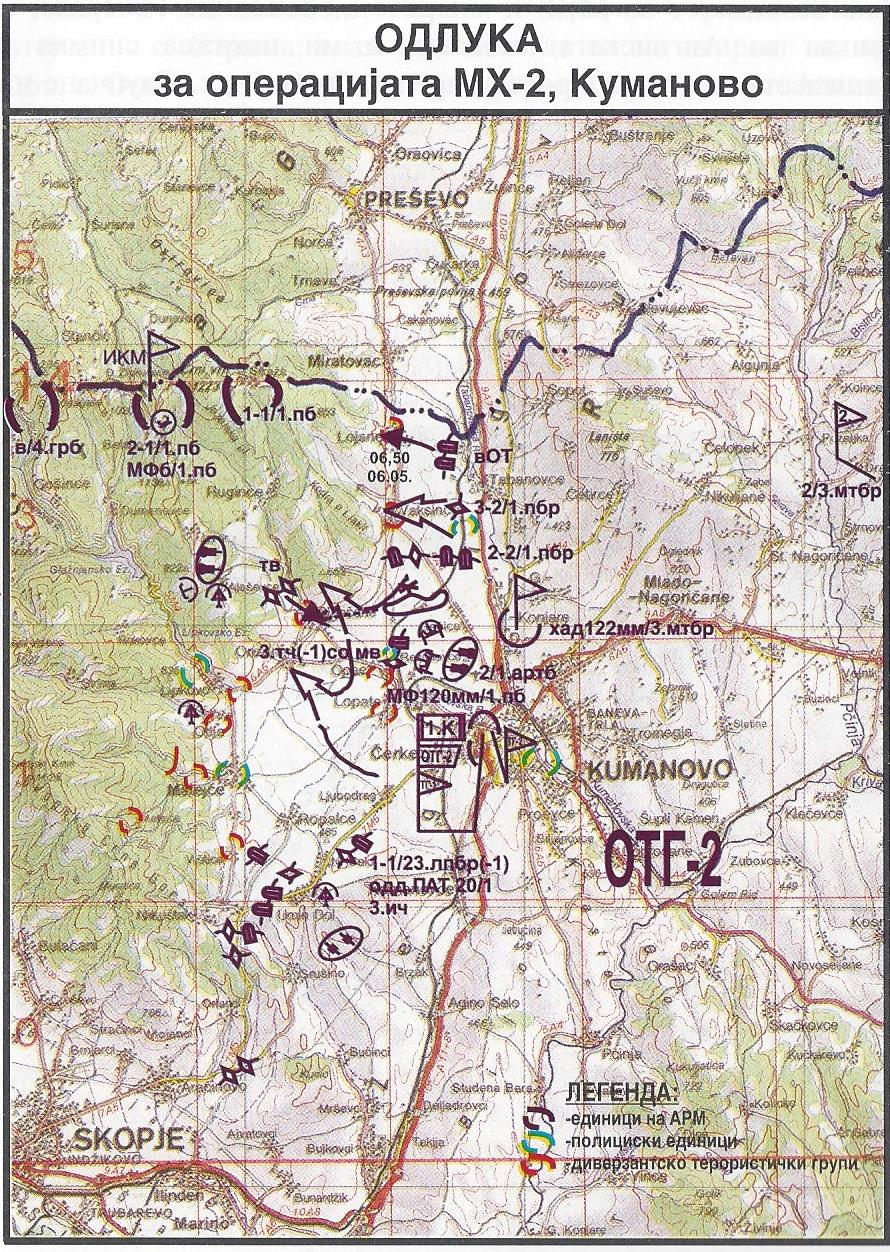
Plano para a ação militar МH-2 em Kumanovo

No início de Maio de 2001, um grande grupo de rebeldes do NLA infiltrou-se na Macedónia a partir do Kosovo e estabeleceu bases em várias aldeias ao norte de Kumanovo. Este grupo armado de insurgentes do NLA, conhecido como "Brigada 113 do NLA", era liderado pelo albanês do Kosovo Fadil Nimani.
Em 3 de Maio, o NLA lançou outra emboscada contra as forças de segurança macedónias em Vaksince, perto de Kumanov, e matou dois soldados macedónios e raptou um terceiro. Os três soldados faziam parte de uma patrulha de fronteira que regressava do serviço de rotina quando foi emboscado perto da aldeia. A rádio estatal disse que os rebeldes reivindicaram a área ao redor de Vakcince como sua “zona libertada”.
No mesmo dia, o conselho de segurança macedónio decidiu empreender uma nova ofensiva contra o NLA para expulsá-los dos seus redutos nas aldeias a norte de Kumanovo. As pessoas nas aldeias controladas pelo NLA tiveram até às 15h00 para evacuarem antes que as forças de segurança macedónias lançassem a sua ofensiva. O porta-voz do Exército, Gjordji Trendafilov, disse à Associated Press que o NLA mantinha milhares de aldeões como escudos humanos. A ofensiva começou com o bombardeio de alvos selecionados em Vaksince por helicópteros militares e artilharia de campanha.
Nos dias seguintes, as forças de segurança macedónias bombardearam posições do NLA nas aldeias de Slupčane, Orizari e Otlja. Depois, a polícia e as unidades de infantaria macedónias avançaram. Em 7 de maio de 2001, oficiais do Exército macedônio anunciaram que nos três dias anteriores as forças de segurança macedônias haviam conseguido destruir quatorze posições entrincheiradas do NLA, oito bunkers de metralhadoras, sete ninhos de atiradores, seis pontos de controle, três instalações de armazenamento de armas e um morteiro. Os oficiais do Exército também sublinharam que durante as operações apenas alvos seleccionados foram atingidos, para evitar vítimas civis e danos materiais desnecessários.
Os confrontos mais intensos ocorreram durante a primeira semana da ofensiva em Kumanovo, a 8 de Maio de 2001, na entrada da aldeia de Slupčane. A infantaria do exército lançou um ataque, fazendo com que os insurgentes deixassem suas posições e recuassem em direção a Vaksince. Helicópteros do Exército então os interceptaram com tiros de metralhadora e infligiram pesadas baixas. Nesse mesmo dia, uma posição de vinte insurgentes do NLA foi destruída pelo Exército Macedônio na "colônia mineira" localizada perto de Lojane.

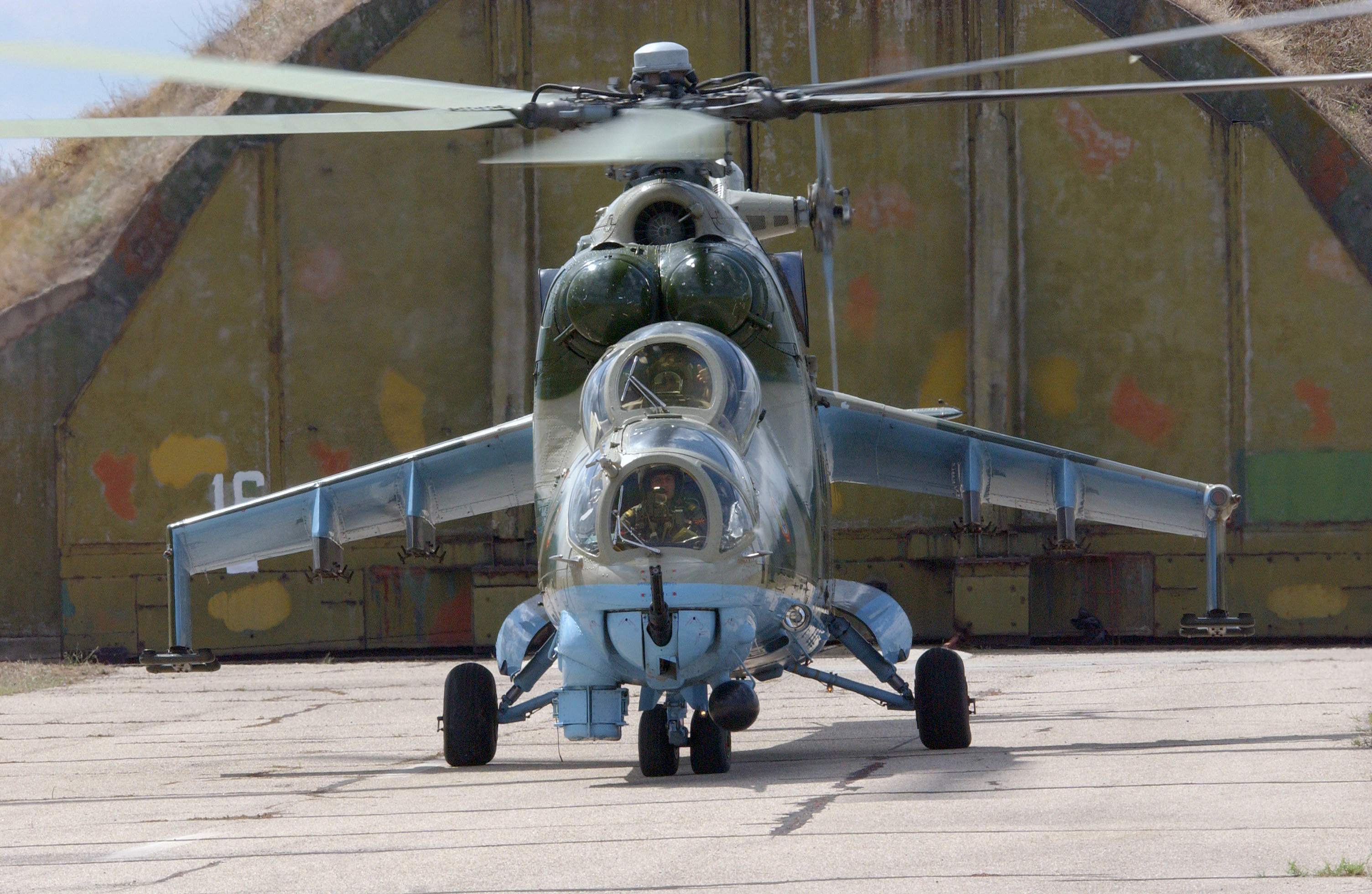
O Exército Macedônio usou helicópteros Mi-24.

Em 25 de Maio de 2001, as forças de segurança macedónias lançaram a tão esperada ofensiva geral contra o NLA em Kumanovo. Os combates continuaram no dia seguinte e transformaram-se em guerra urbana. A polícia e a infantaria do exército tiveram de lutar por todas as casas nas grandes aldeias de Vaksince e Lojane, dois redutos do NLA, enquanto o NLA resistia ferozmente. Uma unidade especial da polícia chamada "Tigres", especializada em combates urbanos de contra-guerrilha, também foi implantada. Após duas semanas de intensos combates, em 26 de Maio de 2001, as forças de segurança macedónias recapturaram Vaksince e Lojane. Durante a batalha por Vaksince, as forças macedônias mataram Fadil Nimani, comandante-chefe do NLA em Kumanovo.
As tropas macedónias continuaram a sua ofensiva contra os redutos do NLA de Slupčane e Matejce, ambos a cerca de trinta quilómetros a nordeste da capital Skopje. Após vários confrontos em que os insurgentes do NLA foram derrotados, em 29 de Maio de 2001, a polícia e unidades do exército macedónios entraram na aldeia de Matejče. Durante as buscas nas casas, a polícia encontrou armas e equipamentos militares. A polícia também descobriu um sistema de túneis que fazia a ligação entre várias casas. Depois que as forças de segurança macedônias capturaram Matejče, o NLA iniciou um ataque coordenado à aldeia a partir das direções de Otlja, Orizare e Slupčane. Os insurgentes disparavam metralhadoras, rifles automáticos, rifles de precisão e granadas de propulsão de foguete".
Durante os dois dias seguintes, as forças de segurança macedónias levaram a cabo uma ofensiva contra Slupčane, que foi bombardeada diariamente. Entretanto, houve notícias de que havia novos combates nas aldeias a norte de Tetovo, mais de um mês depois de as forças de segurança macedónias terem esmagado os rebeldes numa ofensiva em Março de 2001.

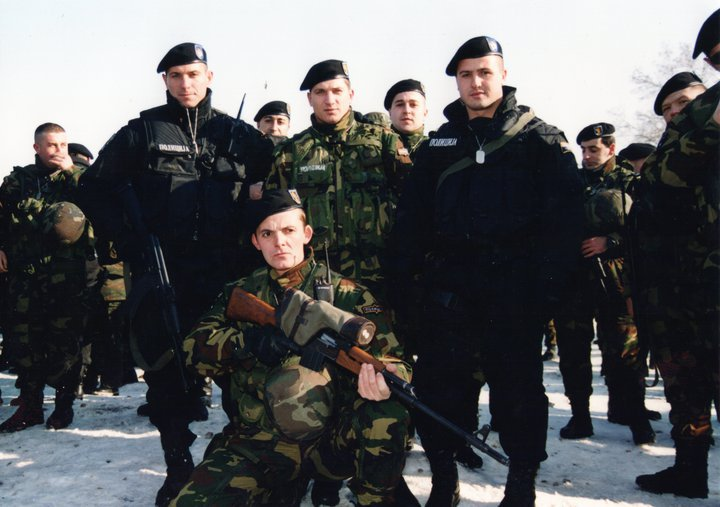
Polícia macedônia perto de Matejce em Kumanovo. Os policiais especiais de preto são membros da unidade "Tigre" e os policiais especiais de verde são membros da unidade "Leões".

Em 8 de Junho de 2001, o exército macedónio e a polícia lançaram um novo ataque importante contra o NLA nos seus redutos nas restantes aldeias que tinham sido ocupadas desde o início de Maio de 2001. O principal objetivo da operação era proteger a barragem de Lipkovo, que estava nas mãos dos insurgentes. O NLA fechou as válvulas que serviam para controlar o escoamento de água da barragem do Lago Lipkovo. Isto interrompeu o abastecimento de água para Kumanovo, causando uma crise humanitária para a população civil da cidade. O Exército capturou o lago Lipkovo e empurrou o NLA de volta para a aldeia.
Ao contrário de Vaksince, Matejče e outras aldeias no campo de batalha, Lipkovo ainda tinha 10 mil pessoas que não foram evacuadas pelo governo ou pela Cruz Vermelha. Para evitar vítimas civis, os representantes do governo ordenaram aos civis de Lipkovo que evacuassem a aldeia. No entanto, esta ordem não foi seguida uma vez que os insurgentes do NLA na aldeia não permitiram que a Cruz Vermelha Internacional evacuasse os civis. O prefeito de Lipkovo, Husamedin Halili, emitiu uma ordem contrária à do governo. Ele disse aos civis que estariam mais seguros nas caves das suas casas, em vez de tentarem sair da aldeia, porque se veriam no fogo cruzado entre as forças de segurança e o NLA.
Dado que os civis não tinham fugido da zona de conflito, para evitar uma catástrofe humanitária em Lipkovo, e para retomar o fornecimento de água à aldeia, um cessar-fogo temporário foi mediado pela OSCE, e o Presidente Trajkovski ordenou a suspensão da ofensiva em 12 de Junho. Durante o cessar-fogo, o fornecimento de água potável para Kumanovo seria novamente ligado, e os civis em Lipkovo receberiam alimentos, água e medicamentos pela OSCE.
O cessar-fogo temporário foi violado pelo NLA apenas algumas horas depois do acordo, quando os insurgentes dispararam contra um veículo da polícia perto de Tetovo. Durante a troca, que durou até a madrugada, nove policiais ficaram feridos, dois deles gravemente. A NLA pediu desculpas pelo ataque, descrevendo-o como um “erro”. Durante o cessar-fogo, o NLA também incendiou uma histórica igreja ortodoxa oriental em Matejce, considerada um dos monumentos culturais mais importantes de Kumanovo, bem como casas de civis de etnia macedónia. Antes de a polícia macedónia entrar na aldeia, em Junho de 2001, a igreja era usada como sede do NLA.
A ofensiva macedónia em Kumanovo foi temporariamente paralisada, porque uma nova frente foi aberta pelo NLA, o que desviou a atenção de Kumanovo. Em 13 de Junho de 2001, os insurgentes que se tinham infiltrado anteriormente declararam um "território livre" em Aračinovo, uma aldeia nos arredores da capital Skopje.
Durante as batalhas que duraram um mês na região de Kumanovo, as forças de segurança macedónias conseguiram recapturar várias aldeias que eram redutos do NLA e libertá-las da presença dos insurgentes. De acordo com afirmações oficiais macedônias, as forças de segurança mataram pelo menos 30 insurgentes do NLA, incluindo o comandante Fadil Nimani, enquanto o NLA afirmou ter perdido 16.

## Crise de Aračinovo

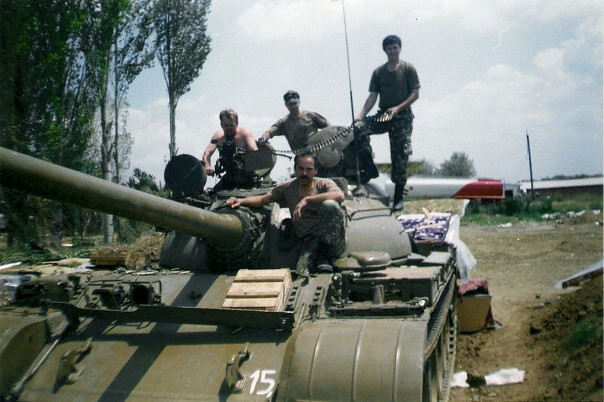
Tanque T-55 macedônio e tripulação em Aračinovo

A ofensiva macedónia em Kumanovo foi temporariamente paralisada, porque uma nova frente foi aberta pelo NLA, o que desviou a atenção de Kumanovo. Em 12 de Junho de 2001, os insurgentes que já se tinham infiltrado na área declararam um "território livre" em Aračinovo, uma aldeia geograficamente localizada apenas alguns quilómetros a norte de Skopje. Através de Aračinovo, que se tornou um dos quartéis-generais do NLA, os rebeldes albaneses ameaçaram bombardear Skopje com morteiros, especialmente o parlamento e os edifícios do governo. O comandante-chefe de Aračinovo era Hoxha ou Xhezair Shaqiri.
Em 22 de Junho, as forças de segurança macedónias lançaram uma ofensiva massiva para limpar o terreno dos insurgentes albaneses na aldeia. No dia seguinte, dois caças Sukhoi 25 da esquadra militar macedónia, pilotados por pilotos da ARM, realizaram as primeiras operações de reconhecimento sobre a vila. As forças macedônias avançaram rapidamente, cercando os rebeldes albaneses por três lados. Segundo o general Pande Petrovski, que comandou a operação Aračinovo, a ARM tinha à sua disposição cerca de 20 mil soldados com batalhões blindados, 54 tanques, 120–130 morteiros, helicópteros Mi-24 e uma quantidade suficiente de munições para realizar uma operação decisiva e completar a dissolução do NLA. A batalha durou apenas três dias e terminou com dois terços da aldeia sob controle macedônio. Sob os auspícios da OTAN, foi acordado um cessar-fogo para evacuar os membros do NLA de Aračinovo para Lipkovo.
Assim, cerca de 350 insurgentes foram autorizados a abandonar a aldeia com as suas armas, com a ajuda das tropas norte-americanas ao serviço da KFOR e das forças da NATO no Kosovo, da OSCE e da Missão da União Europeia, o que gerou polémica. O lado macedônio recebeu ordem de retirada. Como sinal disso, nessa mesma noite vários milhares de macedónios reuniram-se em frente ao parlamento em Skopje para protestar, durante o qual o edifício foi ocupado e o protesto transformou-se em tumultos em massa.

## Acordo Geral de Cessar-Fogo

Área afetada durante o conflito.

Após a mediação da OSCE e da OTAN e de receber uma pressão crescente para pôr fim às hostilidades, o governo macedónio concordou com o pedido da NATO para assinar um cessar-fogo incondicional. O acordo de cessar-fogo foi assinado em 5 de Julho de 2001 pelo Presidente, pelo general do exército Pande Petrovski e pelo general da polícia Risto Galevski do lado macedónio, e por Peter Feith, um representante da OTAN. A NATO foi a garante do Cessar-Fogo Geral e o mesmo acordo foi então assinado com o NLA em Prizren.
O Acordo Geral de Cessar-Fogo exigia o estabelecimento de uma zona desmilitarizada que se estendesse entre a fronteira com o Kosovo e o lado sul da autoestrada Tetovo–Jažince. De acordo com o acordo, o exército macedónio recuou de Tetovo, e de todas as aldeias que estavam sob o seu controlo na zona de conflito, e assumiu novas posições na fronteira do Kosovo, e a sul de Tetovo. Alguns reforços também foram enviados para as posições do exército em Popova Šapka. Após a realocação do exército para as novas posições ao sul da cidade, restaram apenas quatro postos de controle policial e as unidades policiais localizadas no prédio do SVR deixaram em Tetovo. Unidades policiais também foram retiradas das aldeias da zona de conflito. Os policiais que permaneceram na região ao redor de Tetovo após a assinatura do cessar-fogo eram os seguintes: vinte em Lesok, setenta em Tearce, cento e vinte em Vratnica, vinte e cinco em Jažince, cem em Jegunovce, cinquenta em Ratae, setenta em Selce, bem como cinco postos de controle policial com quinze policiais cada.
De acordo com o acordo de cessar-fogo, as forças de segurança macedónias só podiam abrir fogo quando as suas vidas estivessem diretamente ameaçadas e o retorno do fogo tinha de ser proporcional a quaisquer ataques do NLA.
O acordo também previa um contingente forte de 3.000 membros da OTAN a ser destacado para a zona de conflito depois de um acordo político ter sido acordado entre os líderes políticos macedónios e albaneses. O mandato da força da OTAN duraria quarenta e cinco dias e a tarefa era desarmar os insurgentes do NLA.

## Eventos após o cessar-fogo geral
O Acordo Geral de Cessar-Fogo, assinado em 5 de Julho de 2001, não foi respeitado pelo NLA, que o violou constantemente. De acordo com os registos do exército macedónio, entre a assinatura do cessar-fogo geral em 5 de Julho e o final de Agosto, o NLA executou cento e trinta e nove ataques directos contra as forças de segurança macedónias: cento e dezassete em Tetovo, doze em Kumanovo e dez na região de Escópia. As forças de segurança macedónias responderam setenta e quatro vezes: sessenta vezes em Tetovo, sete em Kumanovo e sete vezes na região de Skopje. Houve oitenta e um casos de sequestro de civis de etnia macedónia pelo NLA, tendo sessenta e um deles sido libertados.

### Novos confrontos em Tetovo
Após a assinatura do acordo de cessar-fogo e a retirada do exército das aldeias a norte de Tetovo, a NATO deu garantias aos civis que fugiram da área para o Kosovo, ou foram deslocados internamente, para regressarem às suas casas. Posteriormente, os civis de etnia albanesa começaram a regressar às suas casas nas aldeias de Selce, Lavce, Gjermo, Šipkovica, Brodec, Vešala e Vejce, em Tetovo. O regresso dos civis e a saída do exército criaram condições favoráveis para o NLA reaparecer nestas aldeias. As posições de observação do exército detectaram insurgentes cavando posições defensivas em torno destas aldeias, mas os soldados não receberam permissão para abrir fogo.
O primeiro grande incidente causado pelo NLA foi um ataque de artilharia a Tetovo, em 7 de Julho de 2001, apenas dois dias após a assinatura do cessar-fogo. De suas posições ao norte de Tetovo, os insurgentes do NLA iniciaram um bombardeio de artilharia na cidade. Granadas de morteiro foram lançadas na parte norte da cidade, em direção ao estádio da cidade e ao shopping central "Tetovčanka". Os insurgentes continuaram a disparar contra os postos de controle da polícia na cidade com lançadores de RPG e armas automáticas na direção das aldeias de Gjermo e Poroj. A polícia macedónia, estacionada na cidade, respondeu ao fogo com todas as armas disponíveis. Ao mesmo tempo, houve tentativas dos insurgentes de bombardear a esquadra da polícia em Tearce.
Durante o fim de semana, o NLA entrou nas aldeias de etnia macedónia de Brezno e Varvara e começou a escavar posições. Os insurgentes também começaram a escavar acima da grande aldeia étnica macedónia de Lesok. O Ministério do Interior registou os movimentos mas não interveio. Mas alertou os observadores da UE e da OSCE para tomarem contramedidas. A partir das suas posições em Varvara, os insurgentes abriram fogo com armas automáticas contra Lesok e contra as posições policiais em Jažince. Durante estes incidentes a polícia não reagiu, respeitando o acordo de cessar-fogo. Houve também avistamentos do NLA estabelecendo postos de controlo nas estradas a leste de Tetovo.
No dia 9 de Julho, foi anunciado nos meios de comunicação social que quando os insurgentes começaram a disparar contra Lesok, uma unidade policial aproximou-se dos aldeões e armou-os com armas de fogo e munições para se defenderem, porque a polícia não estava autorizada a intervir. Os aldeões armados organizaram uma milícia da aldeia, assumiram posições defensivas e repeliram as tentativas do NLA de entrar na aldeia durante dois dias. No mesmo dia, grupos de macedónios de Tetovo foram ter com o Presidente para exigir que o exército recebesse ordens para entrar em Tetovo e expulsar os insurgentes das aldeias étnicas macedónias de Setole, Otunje, Jadoarce, Brezno, Varvara e Jelošnik, para que os civis pudessem ser voltaram para suas casas. Alegaram que o NLA atacou as aldeias macedónias restantes na região para limpar etnicamente a região dos macedónios. Afirmaram também que consideravam que o Acordo Geral de Cessar-Fogo era "um acto impensado que pode, e já é, muito prejudicial para a população macedónia na região de Tetovo".
Em meados de julho, o NLA entrou no subúrbio de Drenovec, em Tetovo, que já estava vazio de pessoal do exército e da polícia. Cidadãos armados organizaram pontos de controlo no subúrbio e começaram a construir posições próximas das antigas posições policiais no estádio. Devido ao facto de o NLA ter utilizado o cessar-fogo para se infiltrar em Tetovo e aproximar-se das posições das forças de segurança, o General Pande Petrovski emitiu uma ordem permitindo às forças de segurança abrir fogo se os insurgentes se aproximassem de 200 metros das suas posições.
Em 21 de Julho, o radar do exército macedónio detectou um helicóptero Chinook da OTAN a entrar no espaço aéreo macedónio vindo do Kosovo e a deixar cair um contentor na aldeia de Šipkovica (que depois de 5 de Julho caiu nas mãos do NLA). Quinze minutos após o primeiro desembarque, outro helicóptero da NATO deixou cair outro contentor na zona da aldeia de Brodec. Depois de largar a carga, os helicópteros regressaram ao Kosovo. A defesa aérea macedónia não abriu fogo contra os helicópteros, mas o Ministério da Defesa macedónio exigiu uma resposta oficial da KFOR sobre os dois incidentes. Os responsáveis da OTAN inicialmente negaram qualquer envolvimento, mas depois confirmaram que abandonaram os contentores mas afirmaram que a carga não foi designada para o NLA, mas sim para utilização pela KFOR.
Em 22 de Julho, as posições insurgentes do NLA nas aldeias a norte de Tetovo, bem como no subúrbio de Drenovec, iniciaram um ataque maciço contra a polícia macedónia perto das aldeias, bem como dentro de Tetovo. Os ataques começaram às 11h00 com um ataque às posições policiais no estádio da cidade, Drenovec 2, e ao quartel do exército na periferia da cidade. A polícia respondeu ao fogo, levando a uma explosão de combates intensos. Os combates continuaram ininterruptos pelo segundo dia, e os insurgentes avançaram lentamente em direção ao estádio da cidade e ao subúrbio de Drenovec 2, e se aproximaram do centro da cidade. No mesmo dia, o Ministro da Defesa advertiu o NLA para se retirar do terreno que tinha tomado durante a trégua ou enfrentaria um ataque total.
No terceiro dia, o NLA assumiu o controlo do estádio de futebol e os combates espalharam-se para as posições do exército na fronteira do Kosovo. Isso fez com que o exército interviesse. Em 24 de Julho, o exército iniciou um ataque ao NLA, bombardeando aldeias de onde os rebeldes tinham avançado, nas montanhas acima de Tetovo. Os combates também continuaram em direcção à fronteira do Kosovo. Aviões de combate Suhoi do Exército também foram enviados em uma missão de reconhecimento sobre as posições do NLA. Ao meio-dia, apoiadas pela artilharia do exército, unidades policiais atacaram as posições do NLA em Drenovec 2 e no teqe de Tetovo, iniciando o mais grave dos confrontos em Tetovo. No ataque, a polícia macedónia destruiu várias posições dos insurgentes em Drenovec 2, Strmno e Poroj, afastando o NLA do centro. Durante a batalha por Drenovec 2, uma bala policial feriu gravemente o comandante do NLA que estava encarregado do ataque a Tetovo – o Kosovar Rahim Beqiri, também conhecido como Komandant Roki. Ele foi transportado imediatamente para o hospital de Pristina, onde faleceu uma semana depois.
A batalha terminou em 24 de julho de 2001, após uma noite de combates. No dia seguinte, Tetovo estava quieto enquanto os insurgentes de etnia albanesa construíam defesas com sacos de areia. Do outro lado do cemitério, as forças de segurança macedónias estacionavam veículos blindados de transporte de pessoal. Após a batalha havia uma linha dividindo Tetovo sendo o estádio da cidade a “fronteira”. Embora tenham havido provocações armadas individuais até ao final de 2001, as posições mantidas por ambos os lados dentro da cidade de Tetovo, após a batalha de 24 de Julho, não se alteraram. O maior incidente após os confrontos de 24 de julho aconteceu em 7 de agosto, quando o NLA fez outra tentativa de assumir o controle da cidade. O ataque falhou quando as unidades especiais da polícia lançaram um contra-ataque e forçaram os insurgentes a regressar às suas posições anteriores.
Durante os confrontos de Julho em Tetovo, cinco membros das forças de segurança macedónias perderam a vida. Fontes do NLA confirmam que perderam dezessete insurgentes durante a batalha - sendo a maior perda a morte do Comandante Roki.

### Karpalak e a operação "Tetovo-Jažince"
No final de Julho e início de Agosto, o NLA aumentou a sua presença na área desmilitarizada em torno da auto-estrada Tetovo-Jažince, depois de limpar etnicamente cinco aldeias de etnia macedónia localizadas perto da auto-estrada. O Ministro do Interior e o Primeiro-Ministro pressionavam o Presidente para ordenar uma ofensiva em grande escala do exército para retomar o território que o NLA ocupou durante o período de cessar-fogo após 5 de Julho. Este território incluía a maioria das aldeias ao norte de Tetovo, o subúrbio de Drenovec em Tetovo, bem como uma área ao norte da rodovia Tetovo-Jažince. O Primeiro-Ministro continuava a pressionar para que fosse declarado o estado de guerra para dar ao exército a liberdade necessária para resolver a crise por meios militares. O General Pande Petrovski preparou o plano da ofensiva denominada "Operação Polog", mas o Presidente Trajkovski recusou-se a assiná-lo. De acordo com Petrovski, Trajkovski recebia constantemente garantias dos enviados da NATO e dos EUA de que o NLA se retiraria pacificamente da área assim que o diálogo político com os partidos políticos albaneses se intensificasse.
No início de Agosto de 2001, o Serviço de Inteligência da Macedónia recebeu informações de que uma unidade especial do NLA se tinha infiltrado no subúrbio de Čair, em Skopje. O grupo de dez membros era liderado pelo nacional albanês Lefter Bicaj (conhecido como Komandant Telli), e, de acordo com informações de inteligência, o grupo foi encarregado de organizar ataques terroristas dentro da capital. No dia 7 de Agosto, a polícia descobriu o esconderijo do grupo e realizou uma operação durante a qual cinco membros do grupo NLA foram mortos e outros cinco foram presos. No apartamento a polícia encontrou grande quantidade de: fuzis automáticos, revólveres, morteiros, artefatos explosivos e lançadores de granadas.
No dia seguinte, a caminho de Tetovo, um comboio militar que enviava reforços para posições do exército em torno de Tetovo foi atacado numa emboscada armada por insurgentes do NLA. Dez soldados macedônios perderam a vida no ataque. Eles foram atacados na rodovia Tetovo-Jažince, próximo à localidade de Karpalak.
No dia 9 de Agosto, trinta insurgentes do NLA raptaram cinco trabalhadores civis que estavam ocupados em trabalhos de construção na auto-estrada Tetovo-Jažince. Essas pessoas foram brutalmente espancadas e tiveram a pele cortada com facas. Quando tiveram alta, todos foram levados para a UTI.
No mesmo dia, o Presidente autorizou uma acção conjunta da polícia militar destinada a libertar e proteger a área de Tetovo-Jažince, que foi desmilitarizada após o Acordo de Cessar-Fogo de 5 de Julho. A operação começou no início de 10 de Agosto e, após vários confrontos com os insurgentes, a área de Tetovo-Jažince foi retomada do NLA e foram estabelecidos pontos de controlo de segurança. A autoestrada Tetovo-Skopje também foi completamente protegida e as equipas de desminagem limparam a área das minas terrestres, enquanto uma forte presença policial protegeu a estrada contra desvios.

### Batalha em Raduša
A batalha de Raduša foi a pior violação do Acordo Geral de Cessar-Fogo assinado entre a República da Macedónia e a NATO (no papel de fiador do NLA). A batalha consistiu numa série de confrontos entre as forças de segurança macedónias e os insurgentes do NLA na área em torno da aldeia de Raduša, perto da fronteira com o Kosovo. Os primeiros incidentes começaram perto do final de junho e aumentaram em meados de agosto de 2001.
O primeiro confronto ocorreu em 20 de junho de 2001, quando quatro policiais da delegacia de polícia de Raduša descobriram um acampamento do NLA com quarenta insurgentes nos degraus da montanha Žeden, durante uma patrulha do terreno na fronteira. A patrulha policial abriu fogo matando um insurgente e ferindo outro. A patrulha apelou ao apoio aéreo que veio imediatamente e empurrou os insurgentes para o Kosovo.
Em 23 de Julho, um dos acontecimentos mais dramáticos do conflito ocorreu quando outra patrulha policial de fronteira foi atacada numa emboscada do NLA perto de Raduša. A patrulha policial foi liderada por Aco Stojanovski, vice-comandante da delegacia de Raduša. Os insurgentes dispararam contra o veículo policial com foguetes RPG, jogando três policiais para fora do carro e deixando um dentro. O NLA tentou abordar os policiais gravemente feridos. O disparo de seis tiros de um AK-47 contra os insurgentes do comandante Stojanovski salvou-os até que soldados do posto fronteiriço de Raduša chegaram e repeliram o NLA com fogo de um veículo blindado de transporte de pessoal. Após o conflito, o comandante Stojanovski tornou-se presidente da União dos Veteranos do Exército e da Polícia do Conflito na Macedônia. Na madrugada de 10 de agosto de 2001, o NLA lançou uma ofensiva a partir da área de Krivenik no município kosovar de Đeneral Janković (Hani i Elezit), invadindo o território da Macedônia na região de Raduša. A ofensiva ocorreu durante o período de cessar-fogo, poucos dias antes da assinatura do Acordo-Quadro de Ohrid. As primeiras ações começaram às 20h do mesmo dia com um ataque de morteiro à esquadra de Raduša, situada à entrada da aldeia. A delegacia era ocupada por apenas trinta e cinco policiais. As forças de segurança responderam ao fogo e o tiroteio durou até às 14h00. Posteriormente, o NLA iniciou um ataque de infantaria que foi repelido pela polícia. Durante o ataque, um policial ficou ferido.
De acordo com informações obtidas pelo serviço de inteligência macedónio, o ataque foi conduzido por mais de seiscentos insurgentes do NLA, apoiados por voluntários do Corpo de Proteção do Kosovo. O Corpo veio da cidade de Krivenik, no Kosovo, e cruzou a fronteira da Macedônia para Raduša durante a noite. De acordo com as mesmas informações, o plano de acção do NLA consistia em neutralizar as forças de segurança no sector Raduša, depois penetrar para sul e capturar a nascente de água Rašče que alimenta com água potável a capital macedónia, Skopje. O corte do abastecimento de água criaria uma crise humanitária na cidade.
O Ministério do Interior declarou sozinho estado de alerta e enviou destacamentos da unidade especial da polícia "Tigre" para cavar e proteger a nascente de Rašče. Outros destacamentos do "Tigre" foram enviados para resgatar trinta e cinco policiais cercados na estação de Raduša. Devido à falta de apoio de artilharia e ao número esmagador de cerco do NLA, eles se concentraram em posições fora de Raduša. O Ministro do Interior, Ljube Boškoski, e o Primeiro-Ministro, Ljubčo Georgievski, pediram ao Presidente Trajkovski uma activação imediata do exército para neutralizar a invasão do Kosovo. O presidente, no entanto, encorajado pelos enviados da NATO e da UE, concentrou-se em alcançar uma solução política que respeitasse as condições do Acordo de Cessar-Fogo de 5 de Julho. Ele pediu que a polícia não responda às provocações para evitar uma escalada do conflito. Enquanto isso, os policiais cercados na delegacia de Raduša ficaram sozinhos.

Numa carta ao secretário-geral da ONU, Kofi Annan, o primeiro-ministro macedónio, Ljupco Georgievski, disse: 
A agressão armada de ontem e de hoje a partir do Kosovo por mais de 600 membros do Corpo de Protecção do Kosovo contra a integridade territorial da Macedónia, o cerco de ontem à aldeia de Radusa e o seu bombardeamento com armas estacionadas no território do Kosovo, para mim pessoalmente, como Primeiro-Ministro Ministro da República da Macedónia, nada mais são do que uma declaração oficial de guerra contra o meu país por parte de um protectorado internacional, o Kosovo, ou seja, o Corpo de Protecção do Kosovo, que – infelizmente – faz parte da sua administração civil das Nações Unidas no Kosovo.
No dia 11 de Agosto, segundo dia de batalha, o NLA iniciou o ataque mais grave contra as forças de segurança na região de Skopje. Uma coluna de duzentos insurgentes albaneses atacou o posto fronteiriço do exército de Raduša com morteiros, rifles automáticos e franco-atiradores. O posto fronteiriço do exército Raduša, localizado entre as aldeias de Kučkovo e Raduša, era tripulado por vinte e cinco soldados com morteiros, rifles automáticos, um tanque e três veículos blindados de transporte de pessoal. Ao mesmo tempo, o NLA conduziu outro ataque à esquadra de polícia cercada na aldeia de Raduša. O exército e a polícia responderam ao fogo e, durante os intensos combates, o NLA conseguiu atear fogo aos barris de gasolina dentro do quartel do posto fronteiriço do exército. Os insurgentes conseguiram chegar tão perto que começaram a cortar a cerca de arame. Os soldados repeliram todos os ataques ao posto fronteiriço do exército e testemunhas afirmam que puderam observar os insurgentes transportando os corpos de numerosos mortos e feridos. Os policiais também conseguiram repelir todos os ataques do dia 11 de agosto. Mais tarde, a mídia ocidental mostrou imagens de um tanque macedônio T-55 capturado pelos rebeldes albaneses em Raduša.
No terceiro dia de batalhas, 12 de agosto, sob grande pressão para agir por parte do Ministro do Interior e do Primeiro-Ministro, o exército decidiu intervir na batalha. O exército envolveu-se enviando helicópteros militares seguidos de dois voos eficientes de Sukhoi Su-25 da Força Aérea da Macedônia. O bombardeamento aéreo, e a consequente aproximação da infantaria do exército e dos veículos armados, pôs fim aos avanços do NLA e trouxe uma reviravolta no campo de batalha. Os insurgentes do NLA retiraram-se para as suas trincheiras e bunkers de terra nas suas posições iniciais em torno da aldeia de Raduša, ou fugiram para o Kosovo. Depois de romper o cerco, o exército extraiu os trinta e cinco policiais, com seu equipamento, e os reposicionou em uma posição mais estratégica nos prédios abandonados na estrada da mina Raduša em direção a Skopje. Cento e setenta policiais foram acrescentados para reforçar esta nova posição. O exército também reforçou as posições já estabelecidas para a defesa das nascentes de água de Rašče.

Embora durante os primeiros dois dias de batalha tenha havido uma grave falta de coordenação entre os militares e a polícia macedónia, o exército foi pressionado a intervir para evitar que o NLA assumisse o controlo de todo o território em torno de Raduša. Assim, o NLA não conseguiu ligar os territórios sob o seu controlo nas regiões de Tetovo e Lipkovo, o que teria criado um único "território libertado" no noroeste da Macedónia. Por outro lado, o resultado da batalha alimentou ainda mais os membros da força policial macedónia que eram a favor de uma solução militar para o conflito. Em 13 de agosto, Ljube Boskovski declarou: 
Neste momento é necessário iniciar a maior ofensiva até agora, devido ao perigo de os terroristas ampliarem o conflito.
As forças de segurança macedónias tiveram uma dúzia de homens feridos na batalha, mas não sofreram vítimas mortais. Embora fontes macedônias afirmem que houve dezenas, senão centenas de mortos na batalha, as fontes albanesas não fornecem um número preciso. No entanto, no local da batalha, há um memorial que diz "Aos soldados caídos do NLA em 2001".

### Ação policial de Ljuboten
Em 10 de Agosto de 2001, oito soldados macedónios foram mortos na explosão de uma mina terrestre perto da capital Skopje. A explosão ocorreu na estrada entre as aldeias de Ljubanci e Ljuboten, a cinco quilómetros dos arredores de Skopje, quando um comboio de camiões do exército atropelou três minas terrestres. Outros seis soldados ficaram feridos na explosão.
Na manhã seguinte, a polícia enviou uma patrulha para revistar a aldeia de Ljuboten depois de receber informações de que um grupo de três insurgentes do NLA se tinha deslocado para a aldeia, depois de terem plantado minas na estrada. Quando a polícia entrou na aldeia, três granadas de um morteiro de 120 mm foram disparadas contra eles na parte norte da aldeia. Em seguida, um destacamento da unidade policial reservista "Leão" foi chamado como reforço, apoiado por um veículo blindado policial TM-170. Segundo testemunhas policiais, quando a polícia entrou na aldeia, os insurgentes abriram fogo contra eles com espingardas automáticas a partir de quatro casas. A polícia convocou uma bateria de morteiros do exército não muito longe da aldeia para disparar fogo de artilharia contra as quatro casas da aldeia. A unidade de morteiros do exército disparou sessenta granadas, de 120 mm e 80 mm, contra os quatro alvos designados. De acordo com a CNN, dois helicópteros também foram chamados para bombardear a vila, cujas centenas de moradores estavam escondidos em porões.
Quando os bombardeamentos cessaram, a polícia entrou na aldeia no dia 12 de Agosto. Os observadores da OSCE puderam ouvir tiros e explosões vindos de dentro da aldeia. Três pessoas foram mortas pela polícia dentro da aldeia e quatro foram mortas enquanto tentavam escapar por atiradores localizados em posições fora da aldeia. Cerca de cem homens da aldeia foram presos pela polícia e levados para a aldeia vizinha de Mirkovci, onde foram submetidos ao teste da luva de parafina (um teste usado para determinar se alguém disparou recentemente uma arma de fogo). positivo e foram detidos e condenados por terrorismo. Os demais foram liberados. Posteriormente, as evidências indicaram que os detidos foram submetidos a espancamentos severos, o que resultou na hospitalização de uma pessoa.
A ação policial de Ljuboten é considerada um dos episódios mais controversos do conflito de 2001, e esteve entre os quatro casos do TPIJ decorrentes do conflito.
A acção policial em Ljuboten coincidiu com a contra-ofensiva das forças de segurança em Radusa. Fez parte dos esforços do Primeiro-Ministro e do Ministro do Interior para retomar a ofensiva geral contra o NLA, que foi interrompida após 5 de Julho de 2001. No entanto, a ofensiva geral não foi conduzida porque em 13 de agosto, um dia após a ação de Ljuboten, os representantes políticos oficiais de etnia macedónia e de etnia albanesa na Macedónia assinaram o Acordo-Quadro de Ocrida, pondo fim oficial às hostilidades. Embora o NLA não tenha sido incluído nas negociações, nem na assinatura do documento, os líderes do NLA concordaram em desarmar-se para as tropas da OTAN.

## Consequências

### Acordo-Quadro de Ocrida
O Acordo-Quadro de Ocrida, assinado em 13 de Agosto de 2001, pôs fim oficial ao conflito armado. O acordo estabeleceu as bases para aumentar os direitos dos albaneses étnicos na Macedónia. O Acordo também incluiu disposições para alterar as línguas oficiais do país, com qualquer língua falada por mais de 20% da população tornando-se co-oficial com a língua macedónia a nível municipal. Atualmente apenas o albanês, falado por aproximadamente 25% da população, preenche este critério. Segundo o documento, a versão em inglês é a única versão autêntica do Acordo-Quadro de Ocrida.
O Acordo foi precedido pelas discussões de Ohrid, uma série de conversações entre representantes albaneses e macedônios, juntamente com representantes dos Estados Unidos e da União Europeia. As conversações tiveram lugar em OCrida, no sudoeste da Macedónia. O acordo foi negociado por Zoran Jolevski, secretário-geral do presidente Boris Trajkovski. O lado macedónio foi representado pelo VMRO-DPMNE e pelo SDSM, enquanto o lado albanês foi representado pelo DPA e pelo PDP. Embora participasse activamente no conflito armado, o Exército de Libertação Nacional não participou diretamente nas conversações.

### Cessar-fogo e desarmamento
Após o Acordo de Ocrida, os rebeldes concordaram com um cessar-fogo em Junho, no entanto houve outros acordos em Agosto, antes de ambos os lados chegarem a um acordo final em Janeiro de 2002. Ao abrigo do Acordo de Ohrid, o governo macedónio comprometeu-se a melhorar os direitos dos albaneses no país. Esses direitos incluíam tornar o albanês a segunda língua oficial e aumentar a participação dos albaneses étnicos nas instituições governamentais, na polícia e no exército. Mais importante ainda, ao abrigo do Acordo de Ohrid, o governo macedónio concordou com um novo modelo de descentralização.
O lado albanês concordou em desistir de quaisquer exigências separatistas e em reconhecer plenamente todas as instituições macedónias. Além disso, de acordo com este acordo, o NLA deveria desarmar e entregar as suas armas à OTAN.
A Operação “Colheita Essencial” foi oficialmente lançada em 22 de agosto e teve início efetivo em 27 de agosto. Esta missão de 30 dias envolveu aproximadamente 3.500 soldados da OTAN e da Macedónia, cujo objetivo era desarmar o NLA e destruir as suas armas. Poucas horas depois de a OTAN ter encerrado a operação, Ali Ahmeti disse aos jornalistas presentes numa conferência de imprensa no reduto rebelde de Šipkovica, que estava a dissolver o Exército de Libertação Nacional e que era altura de reconciliação étnica.
Vários meses após o fim do conflito, persistiram algumas provocações armadas. Ocorreram pequenos bombardeios e tiroteios. As provocações mais graves aconteceram quando três agentes da polícia macedónia foram mortos numa emboscada por homens armados de etnia albanesa, em 12 de Novembro de 2001.

### Vítimas e deslocamento
Os números de vítimas permanecem incertos. Em 19 de março de 2001, a BBC informou que as forças de segurança macedônias alegaram que cinco de seus soldados foram mortos, enquanto o NLA afirmou que havia matado onze. Nenhum número definitivo de vítimas albanesas foi citado na época. Em 25 de Dezembro de 2001, a Rede de Informação Alternativa citou números de sessenta e três mortes reivindicadas pelas forças de segurança macedónias para o seu lado e sessenta e quatro mortes reivindicadas pelo NLA para os seus insurgentes. Acredita-se que cerca de sessenta civis de etnia albanesa tenham sido mortos, enquanto possivelmente dez macedônios de etnia macedônia morreram durante o conflito. As autoridades macedónias não divulgaram números sobre este último na altura. Desde dezembro de  2005, o destino de vinte civis desaparecidos, treze macedónios étnicos, seis albaneses étnicos e um cidadão búlgaro permanece desconhecido. Em Agosto de 2001, o número de pessoas deslocadas pela guerra atingiu 170.000, na sua maioria macedónios. Destes 170 mil, 74 mil foram deslocados internamente. Desde janeiro de  2004, 2.600 pessoas permaneceram deslocadas. Dois monitores da União Europeia foram mortos na explosão de uma mina durante o conflito. Um soldado britânico também foi morto durante a Operação Colheita, quando o Land Rover blindado que ele dirigia foi atingido por pedaços de concreto por uma multidão hostil.
Durante a Operação Colheita Essencial o NLA possuía dois tanques e 2 APCs que afirmam terem sido capturados do exército macedônio.  De acordo com o general macedônio Pande Petrovski, um tanque t-55 foi destruído por fogo amigo na vila de Matejce e outro ficou preso em um pequeno rio, foi abandonado e desativado pela tripulação para evitar que fosse usado, o que o NLA descobriu mais tarde e apresentado como um troféu de guerra.

### Museu da Liberdade do NLA
Como resultado do conflito, alguns albaneses do município de Čair em Skopje estabeleceram um "Museu da Liberdade" em 2008, apresentando o que consideram as batalhas dos albaneses na região desde o período da Liga de Prizren em 1878 até a insurgência de 2001. Também é conhecido como Museu NLA e homenageia aqueles que morreram durante o conflito. Os itens incluem roupas paramilitares e bandeiras insurgentes usadas em 2001. Muitos albaneses vêem-no como uma continuação não militar da revolta. Antigo líder do NLA que se tornou político, Ali Ahmeti afirmou na cerimónia de abertura: "O meu coração diz-me que a história está a nascer aqui mesmo, em Skopje, a antiga cidade no coração da Dardânia. Os nossos patriotas lutaram por ela durante séculos, mas é somos nós hoje que temos o destino de celebrar a inauguração do museu. Os combatentes do Kosovo estão aqui para nos felicitar...."

### Ressurgimento
Em abril de 2010, um esconderijo de armas foi descoberto perto da fronteira com a Sérvia, que incluía uniformes com a insígnia do Exército de Libertação do Kosovo (UÇK). Em 12 de Maio, quatro militantes foram mortos pela polícia macedónia numa aldeia perto do Kosovo. A polícia apreendeu quatro sacos com explosivos, minas anti-infantaria e outras armas. Os mortos usavam uniformes pretos e a insígnia UÇK foi encontrada no veículo. Nos dias seguintes, enquanto a Macedónia solicitava ao Kosovo qualquer informação que pudesse possuir, setenta criminosos de etnia albanesa, ligados à máfia albanesa, foram detidos por posse ilegal de armas. Entre os presos estavam quatro homens, um pai e seus três filhos. Acredita-se que estejam ligados aos homens mortos em 12 de maio.

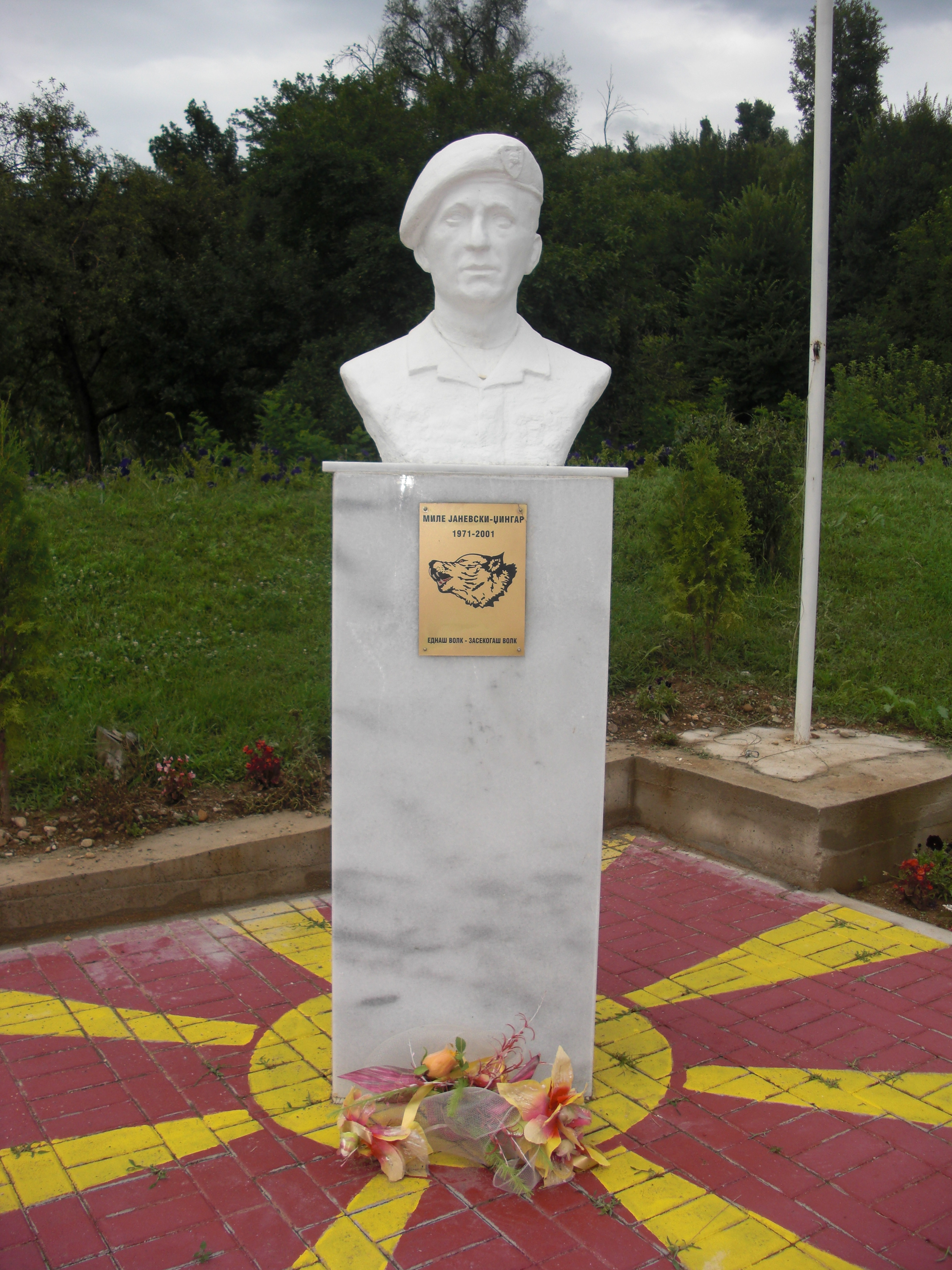
Busto dedicado ao soldado macedônio caído Mile Janevski-Džingar em Makedonska Kamenica.

Em 12 de abril de 2012, cinco civis de etnia macedónia foram baleados e mortos num lago artificial perto da aldeia de Smilkovci, nos arredores da capital macedónia, Skopje.
Em 19 de setembro de 2014, um grupo de albaneses macedônios reuniu-se em Skopje e proclamou a criação da República de Ilirida, composta pela metade ocidental da Macedônia.
Em 28 de outubro de 2014, os insurgentes do NLA dispararam duas granadas lançadas por foguetes contra um edifício governamental de Skopje.
Em 21 de abril de 2015, 40 combatentes de etnia albanesa, mascarados e armados, com a insígnia do Exército de Libertação do Kosovo, assumiram o controlo do posto fronteiriço de Gošince. Ameaçando matar os quatro agentes da polícia que controlam o posto avançado, a menos que abandonem imediatamente a zona fronteiriça, disseram que querem ter o seu próprio Estado e que não aceitam os Acordos de Ohrid. Depois de algumas horas, as forças macedônias recuperaram o controle da aldeia.
Em 9 de maio de 2015, oito agentes da polícia macedónia e 10 homens armados foram mortos nos combates numa zona de etnia albanesa da cidade de Kumanovo. Os nomeados eram membros do Exército de Libertação do Kosovo. Num anúncio divulgado pelo porta-voz do NLA em Gostivar, o NLA assumiu a responsabilidade pelos ataques à polícia macedónia.

## Alegações de crimes de guerra
Os alegados crimes de guerra incluíram incidentes como uma operação de três dias levada a cabo pela polícia macedónia contra a aldeia de etnia albanesa de Ljuboten, de 10 a 12 de Agosto de 2001, que deixou dez civis mortos e resultou na detenção de mais de cem homens de etnia albanesa, muitos dos quais foram severamente espancados e torturados enquanto estavam sob custódia policial. Segundo o governo macedónio, havia uma presença insurgente na aldeia; no entanto, uma investigação da Human Rights Watch no terreno em Ljuboten não encontrou provas directas disso. Estes acontecimentos levaram ao julgamento do então Ministro dos Assuntos Internos da Macedónia, Ljube Boškoski, no Tribunal Internacional de Crimes de Guerra em Haia. Ele foi absolvido em 2008, mas seu co-réu Johan Tarčulovski foi considerado culpado; ambos os veredictos foram mantidos em 2010.
O bombardeio do mosteiro ortodoxo Sveti Atanasij, do século XIII, na vila de Lesok, é considerado um crime de guerra por alguns. No entanto, ninguém jamais assumiu a responsabilidade pelo ataque. Os responsáveis da guerrilha albanesa rejeitaram qualquer responsabilidade e colocaram a culpa nas forças especiais macedónias, dizendo que se tratava de mais uma tentativa fracassada de ligar o NLA ao terrorismo. No entanto, após uma inspeção mais minuciosa, descobriu-se que perto dos escombros que outrora foram um dos locais religiosos mais venerados da Igreja Ortodoxa Macedónia, jazia um burro morto, com o corpo inchado pintado com tinta vermelha soletrando as letras UÇK, o Abreviatura albanesa para o rebelde Exército de Libertação Nacional. Três guerrilheiros uniformizados do NLA em um posto de observação com vista para o mosteiro disseram ter registrado a explosão às 3h10. Eles disseram que não tinham visto os responsáveis, mas acreditavam que eram macedônios da aldeia vizinha de Rate, na Macedônia. Este incidente é contestado até hoje e o mosteiro está em reconstrução. Por outro lado, as próprias forças macedónias destruíram uma mesquita na aldeia de Neprošteno. A mesquita foi reconstruída em 2003 com financiamento da UE.
O mosteiro de Matejče, perto de Kumanovo, também foi danificado nos combates e a igreja de Santa Virgem Hodegétria foi vandalizada pelos insurgentes albaneses.
O governo macedônio também alegou que a emboscada de Vejce, na qual insurgentes albaneses emboscaram e mataram oito soldados macedônios, era um crime de guerra. De acordo com estas alegações, os soldados capturados pelos insurgentes foram executados, mutilados e queimados. As alegações não foram verificadas por observadores internacionais, e até hoje os corpos não foram divulgados ao público ou a investigadores civis e as autópsias foram realizadas em um necrotério militar. No entanto, as notícias das mortes desencadearam motins locais contra os albaneses étnicos em várias vilas e cidades da Macedónia, e essas revoltas incluíram incêndios e vandalização de lojas e mesquitas.

## Envolvimento estrangeiro
De acordo com Anthony Tucker-Jones e Aristotle Tziampiris, cerca de 150 combatentes Mujahidin participaram do NLA e desempenharam apenas um papel menor. Rumores sobre o suposto envolvimento da Sérvia na crise na Macedônia e a suposta presença de combatentes Mujahidinestrangeiros no país se espalharam amplamente.
Durante o conflito, surgiram vários rumores sobre a presença da Al-Qaeda, Talibã e Mujahidin entre o NLA, principalmente da mídia macedônia e do governo macedônio. Após os ataques de 11 de Setembro contra os Estados Unidos, o governo macedônio utilizou repetidamente a retórica antiterrorista e inventou ameaças para ganhar pontos políticos. Depois de a polícia ter baleado e matado sete estrangeiros nos arredores de Skopje, em Março, o governo descreveu os acontecimentos como uma tentativa de “ataque terrorista” às embaixadas ocidentais. O Ministério do Interior tentou ligar os estrangeiros mortos ao NLA e à Al-Qaeda e descreveu-os como "Mujahidin". As versões oficiais do incidente foram alteradas e o ministério não aceitou o pedido de análise forense internacional dos corpos. O Jornal de Wall Street eventualmente descreveu as vítimas como migrantes paquistaneses e indianos que iam para a Grécia por motivos de emprego. O governo continuou, no entanto, a rotulá-los de “terroristas”. De acordo com Wim van Meurs, as alegações sobre o envolvimento dos Mujahidin foram uma tentativa dos radicais macedônios de diminuir a determinação ocidental de implementar o Acordo de Ohrid e consolidar a Macedónia como um estado multiétnico. Aristotle Tziampiris observa que o NLA era semelhante ao Exército de Libertação do Kosovo, tendo uma ideologia nacionalista irredentista muito distante da teologia ou agendas islâmicas. No entanto, acrescenta Tziampiris, cerca de 150 Mujahidin lutaram nas suas fileiras, mas desempenharam um papel menor.
O conflito deu à Rússia um ponto de entrada na região. A Rússia apoiou os elementos mais militantes do governo macedónio e as suas alegações de que o lado albanês do conflito era composto por fundamentalistas islâmicos e traficantes de drogas foram apoiadas por políticos macedônios pró-Rússia. Tais alegações foram negadas por políticos e guerrilheiros albaneses, que eram firmemente pró-americanos. A Rússia, no âmbito de uma campanha de desinformação, culpou a OTAN pelo conflito. Isto foi imitado por políticos macedónios pró-Rússia, incluindo o presidente da Assembleia Nacional da Macedônia, Stojan Andov, que disse que o Ocidente estava a usar os rebeldes albaneses para enfraquecer a presença da Rússia na região. Embora houvesse relatos persistentes sobre possíveis transferências clandestinas de armas da Rússia durante e após a insurgência, a Rússia teria hesitado em fornecer equipamento militar especializado à Macedónia para não alienar os EUA e a UE. Por outro lado, a Ucrânia, que tinha laços estreitos com a Rússia, forneceu armas e treino à Macedônia.

### Autores macedônios
- Testimonies 2001 por General Pande Petrovski, Сведоштва 2001 од Генерал Панде Петровски (2006)
- Unfinished Peace por Jadranka Kostova, Незавршен мир од Јадранка Костова (2003)[232]
- 2001: War with two faces por Mančo Mitevski, 2001: Војна со две лица од Манчо Митевски (2008)[233]
- In focus of civil war in Macedonia por Jordan Jordanov, Во фокусот на граѓанската војна во Македонија од Јордан Јорданов (2003)[234]
- Road of truth por Svetlana Antikj Jovčevska, Патот на вистината од Светлана Антиќ Јовчевска (2004)[235]

#### Autores macedônios de ascendência albanesa
- Testimonies of the general por Gëzim Ostreni, Сведоштва на Генералот од Гзим Острени[236]

### Autores estrangeiros
- Fires over Tetovo por Rišard Bilski, Пожари над Тетово од Ришард Билски (2003)[237]
- NLA-message and hope por Petrit Menaj, ОНА порака и надеж од Петрит Менај (2008)[238]